# Media Markt

Країни, в яких працює мережа магазинів Media Markt

Media Markt — німецька міжнародна мережа магазинів побутової електроніки, яка налічує понад 1000 магазинів. З мережею магазинів Saturn входить до складу Media-Saturn Holding, що належить компанії Ceconomy, яка вийшла зі складу Metro Group у 2017 році. Перший магазин відкрився в Мюнхені в 1979 році.

## Кількість магазинів
Станом на 2022, Media Markt працює в 13-х країнах, а саме, в Австрії, в Бельгії, в Німеччині, в Греції, в Італії, в Польщі, в Іспанії, у Швеції, у Швейцарії, в Нідерландах, в Португалії, в Туреччині та в Угорщині.
| Країна     | Назва       | Рік відкриття | Кількість магазинів |
| ---------- | ----------- | ------------- | ------------------- |
| Австрія    | Media Markt | 1990          | 32                  |
| Бельгія    | Media Markt | 2002          | 23                  |
| Німеччина  | Media Markt | 1979          | 234                 |
| Греція     | Media Markt | 2005          | 10                  |
| Італія     | Media World | 1991          | 117                 |
| Польща     | Media Markt | 1998          | 48                  |
| Іспанія    | Media Markt | 1999          | 107                 |
| Швеція     | Media Markt | 2006          | 20                  |
| Швейцарія  | Media Markt | 1994          | 25                  |
| Нідерланди | Media Markt | 2000          | 40                  |
| Португалія | Media Markt | 2004          | 9                   |
| Туреччина  | Media Markt | 2007          | 39                  |
| Угорщина   | Media Markt | 1997          | 21                  |

## Гасло
Головне гасло Media Markt «Ich bin doch nicht blöd» (Я не дурний) перекладено різними мовами, а в деяких є своє гасло (наприклад у Польщі):
| Мова          | Слоган (гасло)                                                                       |
| ------------- | ------------------------------------------------------------------------------------ |
| Німецька      | Ich bin doch nicht blöd. (Я не дурний.)                                              |
| Іспанська     | ¡Yo no soy tonto! (Я не дурень!)                                                     |
| Нідерландська | Ik ben toch niet gek (Я не божевільний)                                              |
| Французька    | Je ne suis pas fou. (Я не божевільний.)                                              |
| Галісійська   | Eu non son parvo! (Я не дурень!)                                                     |
| Грецька       | Δεν είμαι και χτεσινός! (Я не вчора народився!)                                      |
| Угорська      | Mert hülye azért nem vagyok! (Тому що я не дурний!)                                  |
| Італійська    | Non sono mica scemo! (Я не дурний!), Fatto apposta per me (Просто зроблено для мене) |
| Польська      | Tu wszystko działa dla ciebie. (Тут все працює для тебе.)                            |
| Португальська | Eu é que não sou parvo! (Це не я дурень!)                                            |
| Шведська      | Allt annat känns puckat! (Все інше здається дурницею!)                               |
| Каталонська   | Jo no sóc tonto! (Я не дурний!)                                                      |
| Баскська      | Ni ez naiz inozoa! (Я не дурний!)                                                    |
| Турецька      | Bakmadan almam. (Не подивившись не купую.)                                           |